# 萧应棠
萧应棠（1914年—1980年8月8日），中国人民解放军将领、中国人民解放军开国少将。曾任中国人民志愿军副参谋长。

## 生平
1955年，授予中国人民解放军少将。